# Wurmwühle
Die Wurmwühle (Caecilia tentaculata) ist eine im Boden lebende Blindwühle (Gymnophiona) aus der Familie der Erdwühlen (Caecilidae).

## Verbreitungsgebiet und Lebensraum
Diese Art lebt in den Tropen, wobei das Verbreitungsgebiet vom südlichen Mittelamerika bis ins nördlichen Südamerika reicht.
Wurmwühlen bevölkern sowohl Primär- als auch Sekundärwald und sind auf bis zu 1000 Höhenmetern anzutreffen. Die Größe ihres Bestandes ist nicht bekannt, sie gelten jedoch nicht als gefährdet, da sie teilweise auch Schutzgebiete besiedeln.

## Merkmale

Eine zoologische Zeichnung, die zwischen 1700 und 1880 von Coecilia tentaculata entstand

Die Länge der Wurmwühle wurde mit 45 bis 63 Zentimeter Zentimetern angegeben, bis Duellman (1978) ein Exemplar beschrieb, welches fast einen ganzen Meter lang war (98,7 Zentimeter). Das Amphibium hat einen dicken, flachen Körper, dessen Farbe oben grau bis schwarz oder auch schieferfarben und unten hellbraun ist. Die schwarzen Augen sind durch die Haut hindurch sichtbar.
Das Maul ist keilförmig. Sie ist schwanzlos und das Hinterende mit einem harten Schild bedeckt. Insgesamt bedecken 100 bis 300 geschuppte Furchen den Körper, die optisch wie Ringe wirken und an das Aussehen von Doppelschleichen erinnern.
Die Tentakeln sind so klein, dass sie von oben nicht sichtbar sind und befinden sich in kleinen Vertiefungen in der Nähe der Nasenlöcher.

## Lebensweise
Da Wurmwühlen den Großteil ihres Lebens eingegraben in lockerem Waldboden verbringen, ist wenig über ihr Verhalten bekannt. Sie graben sich in lockerer, substratreicher Erde ein, wo sie sich auch fortpflanzen. Dabei erfolgt die Larvalentwicklung vollständig im Körper der Mutter, die am Ende der Tragzeit lebende Junge zur  Welt bringt. Wurmwühlen fressen vorwiegend Wirbellose aber auch andere Echsen.
Zu den Fressfeinden der Wurmwühle zählt der Kurzohrfuchs, wie Fotofallen aus Ecuador nachweisen konnten.

## Systematik und Taxonomie
Die Wurmwühle (Caecilia tentaculata) wurde bereits 1758 von Linnaeus in seinem Werk Systema naturae beschrieben. Sie ist die Typusart der Gattung Caecilia. 
Caecilia pressula Taylor, 1968 wurde im Jahr 2020 mit Caecilia tentaculata synonymisiert.